# Tschöfas
Tschöfas (italienisch Ceves) ist eine Fraktion der Gemeinde Lajen im unteren Grödner Tal in Südtirol. Im Jahr 2022 hatte der Ort 164 Einwohner.

## Lage
Tschöfas liegt auf rund 1200 m s.l.m., zwischen dem Gemeindehauptort Lajen und Tanirz. Der Ort ist über die SP 139 erreichbar, die etwas unterhalb verläuft. Dort befindet sich auch die Bushaltestelle Lajen, Abzweigung Tschöfas der Line 351 mit Verbindungen nach St. Ulrich und Klausen.

## Geschichte
Um ca. 1000 n. Chr. wurde Tschöfas erstmals urkundlich erwähnt: In einer Traditionsnotiz des Hochstifts Freising aus den Jahren 993/94–1005 übertrug der bayerische Graf Otto aus dem Geschlecht der Rapotonen dem Bischof Gottschalk von Freising unter anderem Güter in „Tseuis“.

## Kirche
In Tschöfas befindet sich die spätgotische Kirche St. Jakob und Valentin. Sie wurde 1465 geweiht. Merkmale sind ein Turm mit Spitzhelm, ein polygonaler Chorschluss, ein Sternrippengewölbe, rechteckige Fenster und ein Schindeldach.

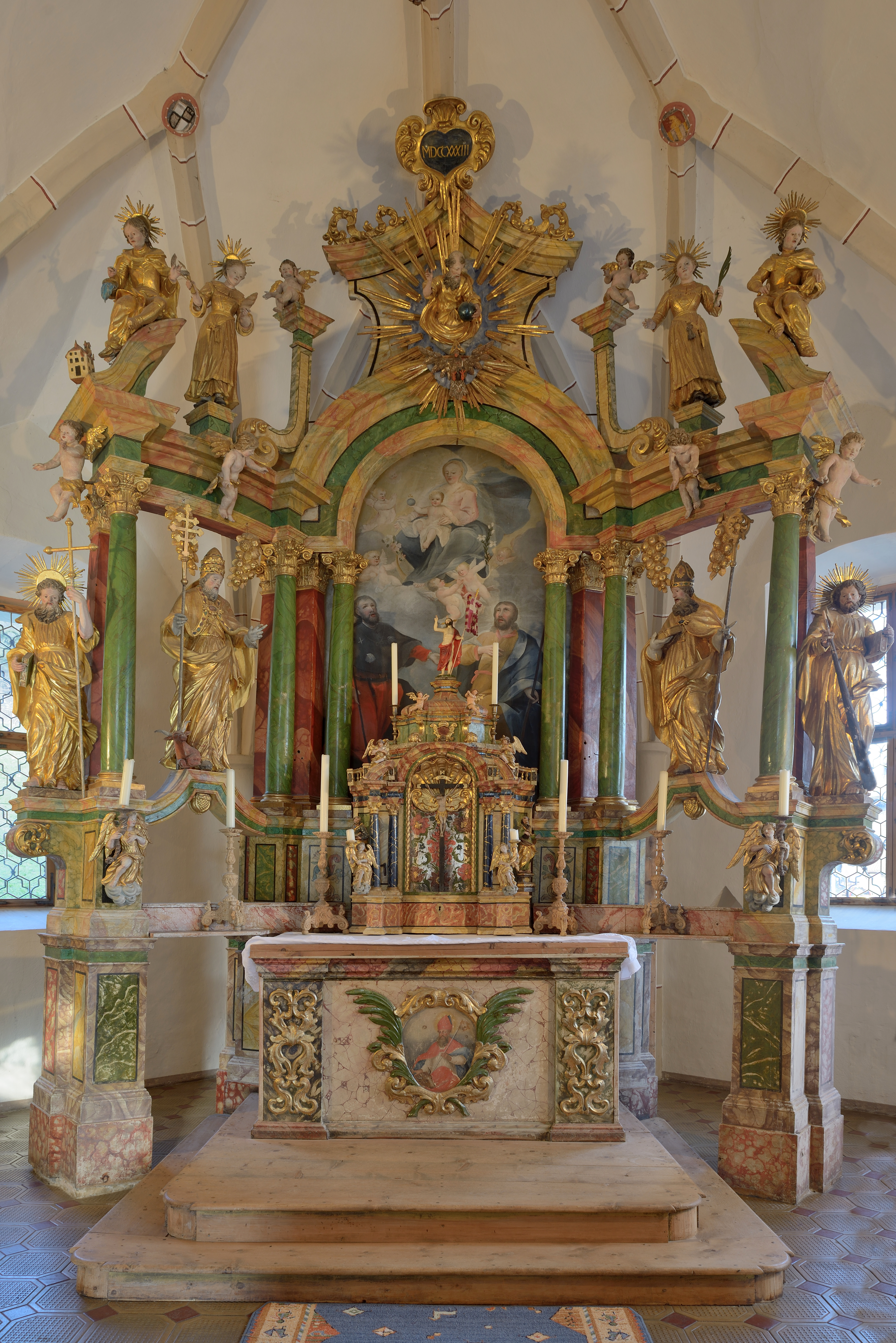
Altar
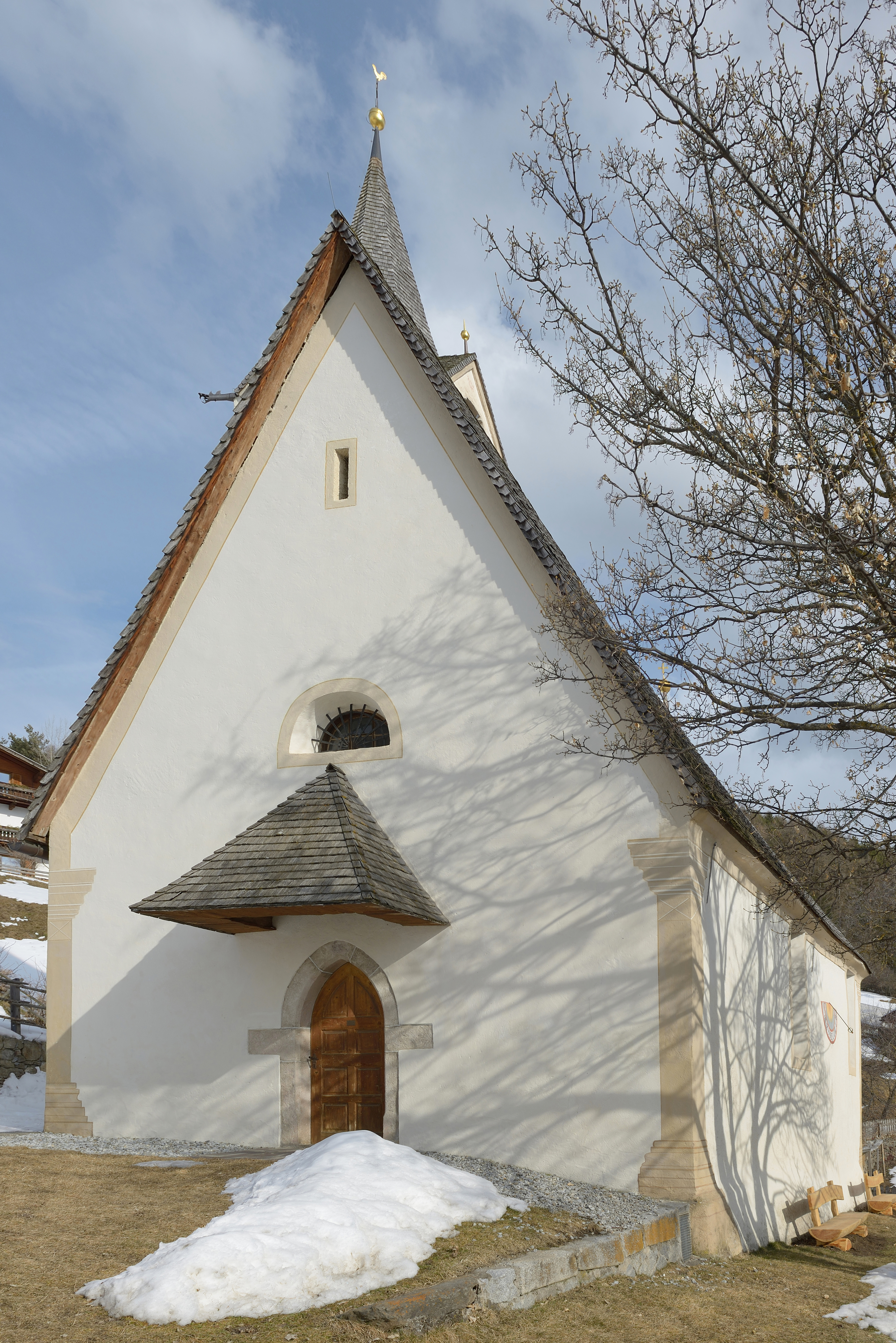
Eingang
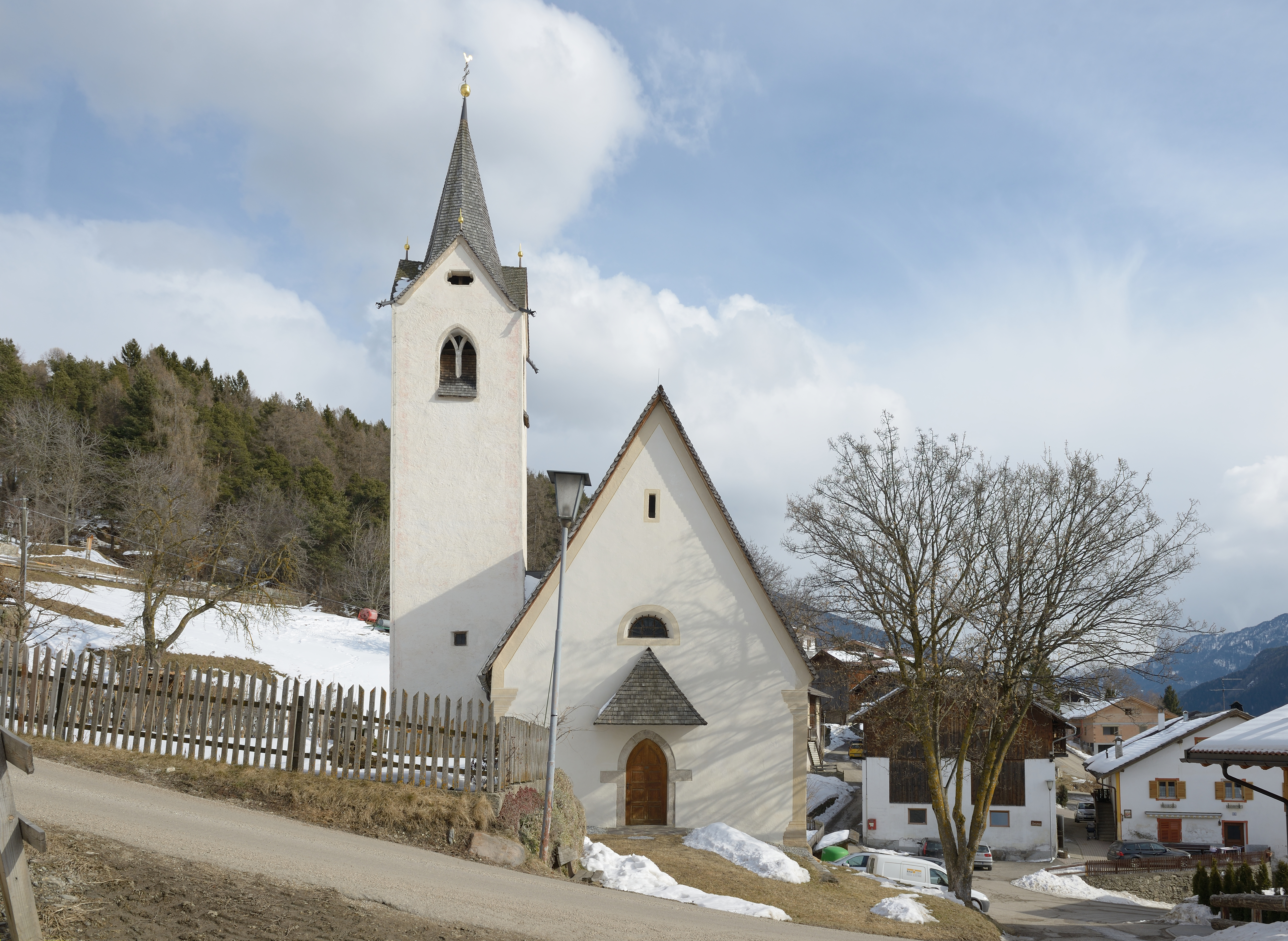
Westseite
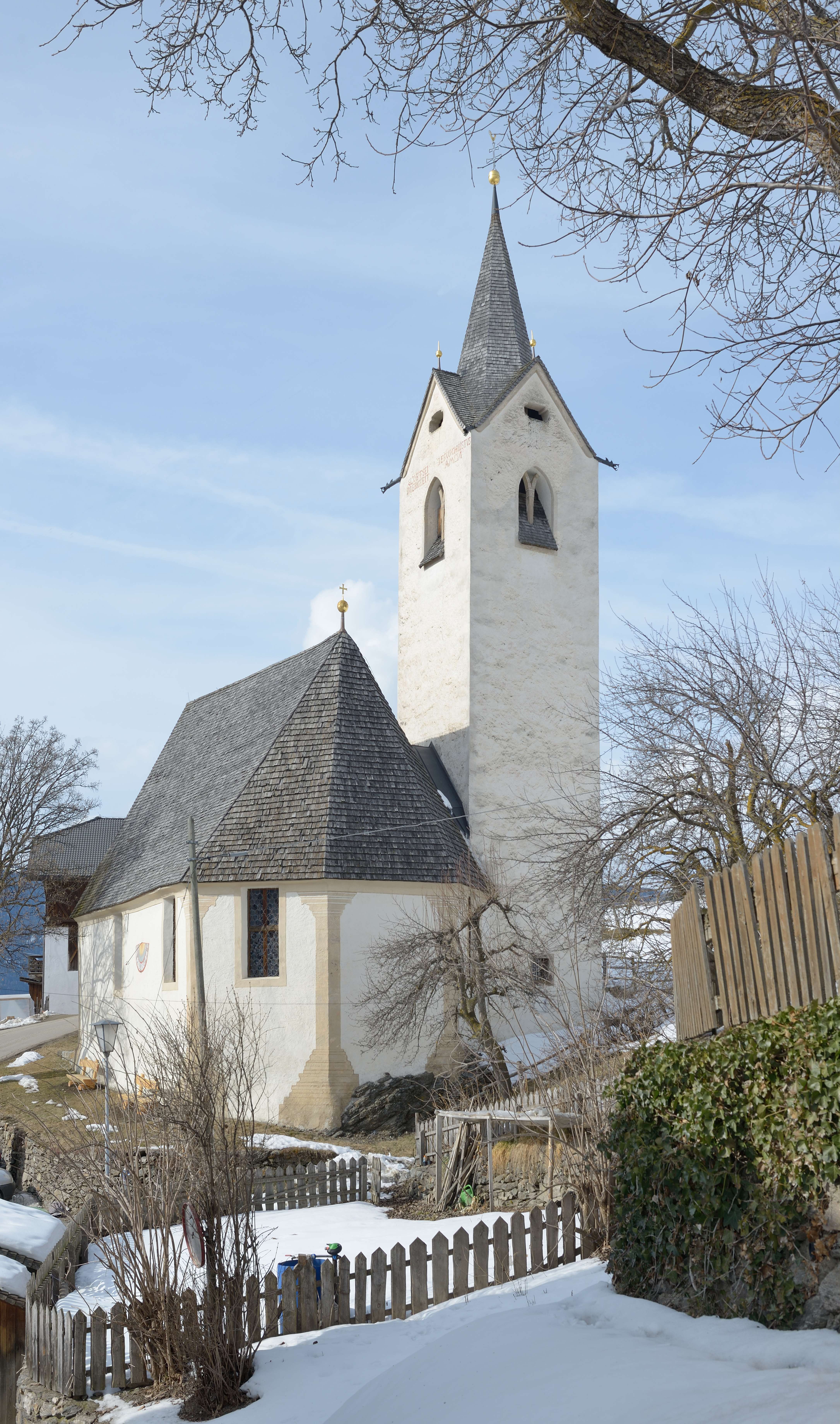
Rückseite